# Benoît Gysembergh
Benoît Gysembergh est un photojournaliste et photographe de guerre français né le 13 août 1954 à Dinard et mort le 3 mai 2013 dans le 18e arrondissement de Paris.

## Biographie
Benoît Gysembergh commence sa carrière de photographe à vingt ans en intégrant l'agence Gamma à Paris, puis Camera Press à Londres.
En 1977, il part en Éthiopie couvrir la rébellion érythréenne. 
Roger Thérond l'intègre dans son équipe de photographes à Paris Match. Il y a travaillé pendant vingt-cinq ans, et a publié plus de cinq cents doubles pages dans le magazine.
En 2014, Jean-Christophe Rufin lui dédie son roman Le Collier rouge, qui est inspiré d'une anecdote qu'il lui avait racontée alors qu'ils couvraient ensemble le Printemps arabe en Jordanie. 
Benoît Gysembergh meurt à 58 ans, le 3 mai 2013 à Paris.

## Publications
- La Photo en première ligne, Paris Match/Filipacchi, 2001.
- Paris Match, 50 ans, 60 photographes.
- Images de guerre, Les trésors des archives de Paris Match, sous la direction de Roger Thérond, photos de Daniel Camus, Jean-Pierre Pedrazzini, Michel Descamps, François Pagès, Claude Azoulay, Jean-Claude Sauer, Bernard Wis et Benoit Gysembergh,  Éditions Filipacchi, 2002.

## Expositions
- 1983 : Les Doubles de Match, Galerie Canon
- 1999 : Nicaragua, Perpignan